# Premios Teatro de Rojas
Los Premios Teatro de Rojas son otorgados por los propios espectadores del Teatro de Rojas que reciben en sus casas la programación, cerca de dos mil.
Los Premios "Teatro de Rojas" se crearon en 1993 con el doble objetivo de reconocer los mejores trabajos de expresión artística en las áreas de música, danza y teatro y de mantener un canal de comunicación con el público espectador para conocer sus gustos y preferencias sobre la creación teatral.
Entre los premiados de las diecinueve ediciones anteriores destacan grandes actores, actrices y directores, tales como Amparo Rivelles, Lola Herrera, Mari Carrillo, María Isbert, Nuria Espert, Carlos Hipólito, Juan Echanove, Emilio Gutiérrez Caba, Javier Cámara, José María Pou, Adolfo Marsillach, Pilar Miró, Santiago Ramos, Natalia Millán, Luisa Martín, Juanjo Cucalón, Juan Mayorga o Fernando Conde.

## Ediciones

### XIII Edición (2004)[2]

#### Mejor Interpretación Femenina
- Silvia Abascal por "Historia de una vida"
- Berta Ojea por "El matrimonio secreto"
- Resu Morales por "Las bicicletas son para el verano"

#### Mejor Interpretación Masculina
- Juanjo Artero por "Mirando hacia atrás con ira"
- Fernando Aguado por "El lindo don Diego"
- Fele Martínez por "Sueños de un seductor"

#### Demás categorías
'Dakota' de Jordi Carcelén, 'Las bicicletas son para el verano' de Fernando Fernán Gómez, y 'Ni sombra de lo que fuimos' de Eusebio Calonge, son los nominados al mejor texto de autor español vivo.
Por su parte, a la mejor dirección escénica optan Esteve Ferrer por 'Dakota', Eva del Palacio por 'El lindo don Diego' y Carlos Aladro por 'Garcilaso el cortesano'; mientras que los mejores espectáculos de la temporada serán 'Cascanueces' del Ballet del Teatro Hermitage de San Petersburgo, 'La pequeña flauta mágica' del Teatro del Liceo o 'Garcilaso el cortesano' del Teatro de la Abadía.
Además, los nominados al mejor espectáculo infantil y familiar son 'Estrellas del circo chino', 'Los tres mosqueteros en busca de Dartañan', 'Flit y Flap en el planeta perdido'.

### XIV Edición (2005)[3]

#### Mejor Interpretación Femenina
- Beatriz Carvajal por "Cuentos del Burdel"

#### Mejor Interpretación Masculina
- Rafael Álvarez por "El caballero de la palabra"

#### Mejor dirección escénica
- Isabel Coixet por '84 Charing Cross Road'

#### Mejor espectáculo de teatro
- 'El Precio'

#### Mejor espectáculo infantil y familiar
- 'La Leyenda del Cascanueces' de la Compañía Pantalla Interactiva

#### Mejor texto de autor español vivo
- 'Cuentos del Burdel' de Miguel Hermoso

### XV Edición (2006)[4]

#### Mejor Interpretación Femenina
- Beatriz Argüello por "El mágico prodigioso"

### XVI Edición (2007)[5]

#### Mejor Interpretación Femenina
- María Pujalte por "El método Grönholm"

#### Mejor Interpretación Masculina
- Josep María Pou por "La cabra o ¿quién es Sylvia?"

#### Mejor dirección escénica
- Albert Boadella por 'En un lugar de Manhattan'

#### Mejor espectáculo de teatro
- Concha Busto Producción y Distribución, por 'Cyrano de Bergerac'

#### Mejor espectáculo infantil y familiar
- 'Dreams' del Circo Acrobático Nacional de Pekín

#### Mejor texto de autor español vivo
- 'El método Grönholm' de Jordi Galcerán

### XVII Edición (2008)[6][7]

#### Mejor Interpretación Femenina
- Carmen Machi por "La tortuga de Darwin"
- Natalia Millán por "El mercader de Venecia"
- Marta Etura por "Hamlet"

#### Mejor Interpretación Masculina
- Toni Cantó por "Baraka"
- Nacho Fresneda por "Don Juan Tenorio"
- Fernando Conde por "El mercader de Venecia"

#### Demás categorías
Los candidatos a la Mejor Dirección Escénica son Helena Pimenta por "La Noche de San Juan"; Marta Angelat por "El enemigo de la clase"; y Santiago Sánchez por "Don Juan Tenorio", mientras que los seleccionados a la candidatura de Mejor Teatro de Autor Español Vivo, son para "La tortuga de Darwin", de Juan Mayorga; "Yo no soy un Andy Warhol", de Alfonso Plou; o "Por el ojo de la cerradura", de Llanos Campos.
Los seleccionados al Mejor Espectáculo de Teatro son "El enemigo de la clase", de Entrecajas y Germinal Producciones; "El pintor de su deshonra", de la compañía Nacional del Teatro Clásico; y "Hamlet", del Centro de Nuevos Creadores.
El mejor espectáculo de Danza es para "La prima de Chita", de la compañía Sol Picó; "Caprichos, golpes da la vida y cambalache" del Ballet Nacional de España; y "Remansos, sin lo cual no y Gnawa", de la Compañía Nacional de Danza 2.
Para la candidatura al mejor espectáculo infantil y familiar han sido seleccionados "Alicia atraviesa el espejo" de la compañía Réplika Teatro; "La Guerra del papel" de Mimirichi Clown Teatro de Kiev; y "Azul o el Ritmo de la vida", de la Compañía Larumbe Danza.
Para esta decimoséptima edición, coincidiendo con la conmemoración del XX aniversario de la creación del Patronato Municipal de Teatro de Rojas y de la reapertura tras su rehabilitación, el Patronato y su presidente han decidido ampliar en tres las candidaturas, que son Mejor Espectáculo de Ópera, Zarzuela y Comedia Musical; y Mejor Espectáculo de Compañías de Castilla-la Mancha.
En la primera de estas categorías han sido seleccionadas; "Tao, el arte marcial de la Percusión", de la compañía Ópera 2001; "Umoja, un musical de África del Sur", de la Compañía Art et Musique S.L; y "Pagagnini" de la compañía Yllana y Ara Malikian.
Entre los seleccionados para el mejor espectáculo de compañías de Castilla-La Mancha está "Mujeres de sangre y aire" de Armar Teatro; "Stelaluna" de Mimán Teatro; "La verdad sospechosa" de Eureka Teatro; "Los enredos de Scapín", de Algarabía Teatro; "El ladrón y la bailarina" de Teatro Narea; "Por el Ojo de la cerradura", de la compañía de Falsaria de Indias.

### XVIII Edición (2009)[8][9]

#### Mejor Interpretación Femenina
- Muriel Sánchez por "La Estrella de Sevilla"
- Luisa Martín por "La Muerte y la Doncella"
- Ana Marzoa por "La Noche de la Iguana"

#### Mejor Interpretación Masculina
- Juanjo Cucalón por "La cena de los Generales"
- Fernando Cayo por "La vida es sueño"
- Antonio de la Torre por "La taberna fantástica"

#### Demás categorías
La mejor dirección escénica se dilucidará entre Ana Zamora por El Auto de los Reyes Magos; Eva del Palacio por El Sueño de una Noche de Verano, y Miguel Narros por La Cena de los Generales.
El premio al mejor texto de autor español vivo puede ser La Cena de los Generales, de José Luis Alonso de Santos; La Taberna Fantástica, de Alfonso Sastre, y Rebeldías Posibles, de Luis García-Araus y Javier G. Yagüe.
Están designados al galardón de mejor espectáculo de teatro "El Auto de los Reyes Magos" (Teatro de la Abadía y Nao d'Amores), "Rigolleto" (Ópera 2001) y "Fuenteovejuna", de Lope de Vega, dirigido por Laurence Boswell, de Fundación Siglo de Oro/ RAKATá; y al mejor espectáculo de danza, Beethoven (Compañía de Víctor Ullate); Giselle (Ballet Clásico de Cuba) y Noche Española (Compañía Danzarte Ballet, Laura Hormigón y Oscar Torrado).
El mejor espectáculo infantil y familiar será uno de estos tres: El Circo de la Mujer Serpiente (Ananda Dansa); La Cigarra y la Hormiga (Markeliñe) y Los Músicos del Titanic (Teatro Che y Moche).

### XIX Edición (2010)[10][11][12]

#### Mejor Interpretación Femenina
- Clara Sanchís por "Próspero sueña Julieta” (o viceversa)"
- Silvia Marsó por "Casa de muñecas"
- Nuria González por "Tres"

#### Mejor Interpretación Masculina
- Miguel Ángel Solá por "El placer de volver a verla"
- Fernando Aguado por "El avaro"
- Pepe Viyuela por "El pisito"

#### Mejor Dirección Escénica
- Ricardo Iniesta por "Ricardo III"
- Juan Carlos Pérez de la Fuente por "Angelina o el honor de un brigadier"
- Pedro Olea por "El pisito"

#### Demás categorías
Como Mejor Espectáculo de Teatro de la Temporada, el Rojas ha distinguido a «Ricardo III» de  Atalaya Teatro, mientras que el Mejor Texto de Autor Español Vivo es para «Próspero sueña Julieta» de José Sanchis Sinisterra. El premio Mejor Espectáculo de Danza de la Temporada ha recaído este año en «Café de Chinitas»' del Ballet Nacional de España, y el de Mejor Espectáculo Infantil y Familiar ha sido para «Alicia en el país de las Maravillas» del Teatro Nacional de Praga. Mientras, el premio Mejor Espectáculo de Compañías de Castilla- La Mancha ha recaído en esta ocasión sobre «Jácara y enredo para el Mesón de la Fruta de Toledo» de Pícaros Ambulantes. La entrega se realizará en otoño.

### XX Edición (2011)[13][14][15]

#### Mejor Interpretación Femenina
- Gloria Muñoz por "Todos eran mis hijos"
- Emma Suárez por "La avería"
- Pepa Pedroche por "Macbeth"

#### Mejor Interpretación Masculina
- Carlos Hipólito por "Todos eran mis hijos"
- Ramon Fontserè por "2036. OMENA-G"
- Francisco Negro por "El coloquio de los perros"

#### Mejor Dirección Escénica
- Blanca Portillo por "La avería"
- Claudio Hochman por "Lo fingido verdadero"
- Claudio Tolcachir por "Todos eran mis hijos"

#### Demás categorías (nominados)
Las candidatas al premio de mejor espectáculo de la temporada son "Todos eran mis hijos" (Producciones Teatrales Contemporáneas), "2036. OMENA-G" (Els Joglars) y "La avería" (Entrecajas Producciones Teatrales). Al mejor espectáculo de danza optan "Carmen" (Ballet de Aída Gómez), Ballet Nacional de Cuba y Malandain Ballet de Biarritz. "Bajo mi cama una estrella" (Compañía La Tirita de Teatro), "El Mago de Oz. El musical" (Compañía Mundi Artistas) y "Nina Calcetina" (Compañía La Ratonera Teatro) optan al mejor espectáculo infantil y familiar.
En la modalidad de mejor texto de autor español vivo, las obras seleccionadas son "9:30", de Patxi Amezcua; "La identidad de Polán", de Miguel Murillo Gómez, y "Nadie lo quiere creer", de Eusebio Calonge. Por último, "Lo fingido verdadero" (Compañía La Máquina Real), "Príncipe & Mendigo" (Compañía Algarabía Teatro) y "Así pasan los días" (Compañía Mimán Teatro) compiten en la categoría de mejor espectáculo de compañías de Castilla-La Mancha.

#### Demás categorías (ganadores)
Se ha premiado a «Todos eran mis hijos», de Producciones Teatrales Contemporáneas, como mejor espectáculo de teatro de la temporada en la ciudad de Toledo. En el apartado de mejor espectáculo de danza, se ha premiado a «Carmen», del Ballet de Aída Gómez, mientras que Eusebio Calonge ha sido distinguido en la modalidad de mejor texto de autor español vivo por «Nadie lo quiere creer».
«El Mago de Oz. El musical», de Mundi Artistas, se ha llevado el premio al mejor espectáculo infantil y familiar y «Príncipe & Mendigo», de Algarabía Teatro, el de mejor espectáculo de compañías de Castilla-La Mancha.